# Omanawa (rivière)
La rivière Omanawa  (en anglais : Omanawa River) est un cours d’eau de la région de la  baie de l’Abondance dans l’Île du Nord de la Nouvelle-Zélande.

## Géographie
Elle s’écoule vers le nord à partir du coin nord du  plateau de Mamaku, atteignant le fleuve Wairoa à 10 km au sud-ouest de la ville de Tauranga .